# مقدماتی جام جهانی فوتبال ۲۰۲۲ (آسیا) – مرحله اول
مرحله نخست از بازی‌های مقدماتی جام جهانی ۲۰۲۲ در قاره آسیا و همچنین مرحله نخست  از بازی‌های مقدماتی جام ملت‌های آسیا ۲۰۲۳ از تاریخ ۶ تا ۱۱ ژوئن ۲۰۱۹ برگزار شد.

## نحوه برگزاری
۱۲ تیم حاضر در رتبه بندی ۳۵ تا ۴۶ تیم‌های برتر قاره آسیا در ۲ گروه ۶ تیمی به صورت رفت و برگشت باهم بازی کردند. شش تیم برتر از ۲ گروه به مرحله دوم بازیهای مقدماتی راه یافتند.

## قرعه کشی
مراسم قرعه کشی برای گروه بندی تیم‌های حاضر در مرحله نخست در روز ۱۷ آوریل ۲۰۱۹ در ساعت ۱۱:۰۰ به وقت مالزی در مرکز ای اف سی در شهر کوالا لامپور برگزار شد.
سید بندی تیم‌ها بر اساس آخرین رده‌بندی تیم‌های آسیایی تا ماه آوریل ۲۰۱۹ انجام شد. و ۱۲ تیم به شرح زیر انتخاب شدند:
- گلدان A شامل تیم‌های رده ۱-۶(۳۵-۴۰ ای اف سی)
- گلدان B شامل تیم‌های رده ۷-۱۲ (۴۱-۴۶ ای اف سی)

هر دسته شامل یک تیم از گلدان A و یک تیم از گلدان B می‌باشد  که تیم‌های حاضر در گلدان A به عنوان میزبان اولین بازی خواهند بود.
یادداشت: تیم‌های پررنگ به مرحله‌ی دوم صعود کردند.
| گلدان A                                                                                        | گلدان B                                                                                               |
| ---------------------------------------------------------------------------------------------- | --- |
| 1. مالزی (۱۶۸) 2. کامبوج (۱۷۳) 3. ماکائو (۱۸۳) 4. لائوس (۱۸۴) 5. بوتان (۱۸۶) 6. مغولستان (۱۸۷) | 1. بنگلادش (۱۸۸) 2. گوآم (۱۹۳) 3. برونئی (۱۹۴) 4. تیمور شرقی (۱۹۵) 5. پاکستان (۲۰۰) 6. سری‌لانکا (۲۰۲) |

## نتایج
| تیم ۱    | نتیجه‌نهایی | تیم ۲      | بازی رفت | بازی برگشت |
| -------- | ---------- | ---------- | -------- | ---------- |
| مغولستان | ۳–۲        | برونئی     | ۲–۰      | ۱–۲        |
| ماکائو   | ۱–۳        | سری‌لانکا   | ۱–۰      | ۰–۳        |
| لائوس    | ۰–۱        | بنگلادش    | ۰–۱      | ۰–۰        |
| مالزی    | ۱۲–۲       | تیمور شرقی | ۷–۱      | ۵–۱        |
| کامبوج   | ۴–۱        | پاکستان    | ۲–۰      | ۲–۱        |
| بوتان    | ۱–۵        | گوآم       | ۱–۰      | ۰–۵        |

## بازی‌ها
| مغولستان                       | ۲–۰                         | برونئی |
| ------------------------------ | --------------------------- | ------ |
| - Tsedenbal ۹' - Naranbold ۶۹' | گزارش (فیفا) گزارش (ای‌اف‌سی) |        |

| برونئی            | ۲–۱                         | مغولستان                 |
| ----------------- | --------------------------- | ------------------------ |
| - Razimie ۵'، ۳۴' | گزارش (فیفا) گزارش (ای‌اف‌سی) | - Tsedenbal ۴۷' (پنالتی) |

مغولستان در مجموع با نتیجه ۳-۲ برنده شد و به مرحله دوم صعود کرد.
| ماکائو       | ۱–۰                         | سری‌لانکا |
| ------------ | --------------------------- | -------- |
| - Duarte ۵۲' | گزارش (فیفا) گزارش (ای‌اف‌سی) |          |

| سری‌لانکا | ۳–۰                         | ماکائو |
| -------- | --------------------------- | ------ |
|          | گزارش (فیفا) گزارش (ای‌اف‌سی) |        |

سری‌لانکا در مجموع با نتیجه ۳-۱ برنده شد و به مرحله دوم صعود کرد.
| لائوس | ۰–۱                         | بنگلادش         |
| ----- | --------------------------- | --------------- |
|       | گزارش (فیفا) گزارش (ای‌اف‌سی) | - Ro. Hasan ۷۲' |

| بنگلادش | ۰–۰                         | لائوس |
| ------- | --------------------------- | ----- |
|         | گزارش (فیفا) گزارش (ای‌اف‌سی) |       |

بنگلادش در مجموع با نتیجه ۱-۰ برنده شد و به مرحله دوم صعود کرد.
| مالزی                                                                                     | ۷–۱                         | تیمور شرقی       |
| ----------------------------------------------------------------------------------------- | --------------------------- | ---------------- |
| - Corbin-Ong ۱۲' - Shahrel ۲۳' - Norshahrul ۴۳' - Safawi ۴۵'، ۵۹' - Faiz ۷۸' - Akhyar ۸۹' | گزارش (فیفا) گزارش (ای‌اف‌سی) | - João Pedro ۵۲' |

| تیمور شرقی | ۱–۵                         | مالزی                                              |
| ---------- | --------------------------- | -------------------------------------------------- |
| - Gama ۷۲' | گزارش (فیفا) گزارش (ای‌اف‌سی) | - Shahrel ۱۱'، ۱۷'، ۶۴' - Sumareh ۳۷' - Akhyar ۵۵' |

مالزی در مجموع با نتیجه ۱۲-۲ برنده شد و به مرحله دوم صعود کرد.
| کامبوج                  | ۲–۰                         | پاکستان |
| ----------------------- | --------------------------- | ------- |
| - Sieng ۸۱' - Kouch ۸۴' | گزارش (فیفا) گزارش (ای‌اف‌سی) |         |

| پاکستان               | ۱–۲                         | کامبوج                 |
| --------------------- | --------------------------- | ---------------------- |
| - Bashir ۱۷' (پنالتی) | گزارش (فیفا) گزارش (ای‌اف‌سی) | - Sath ۶۴' - Reung ۸۹' |

کامبوج در مجموع با نتیجه ۴-۱ برنده شد و به مرحله دوم صعود کرد.
| بوتان           | ۱–۰                         | گوآم |
| --------------- | --------------------------- | ---- |
| - Ts. Dorji ۳۵' | گزارش (فیفا) گزارش (ای‌اف‌سی) |      |

| گوآم                                                    | ۵–۰                         | بوتان |
| ------------------------------------------------------- | --------------------------- | ----- |
| - Lagutang ۲۳' - Cunliffe ۲۷'، ۸۲'، ۹۰+۴' - Malcolm ۵۱' | گزارش (فیفا) گزارش (ای‌اف‌سی) |       |

گوام در مجموع با نتیجه ۵-۱ برنده شد و به مرحله دوم صعود کرد.

## گلزنان برتر
برای ۱۱ بازی برگزار شده ۳۲ گل به ثمر رسیده است که میانگین 2.91 گل برای هر بازی محاسبه می‌شود.
۴ گل
- شاهرل فیکری

۳ گل
- Jason Cunliffe

۲ گل
- Razimie Ramlli
- Safawi Rasid
- Akhyar Rashid
- Norjmoogiin Tsedenbal

یک گل
- Robiul Hasan
- Isiah Lagutang
- Shane Malcolm
- Filipe Duarte
- La'Vere Corbin-Ong
- Faiz Nasir
- Norshahrul Idlan
- Mohamadou Sumareh
- Nyam-Osor Naranbold
- Hassan Bashir
- Rufino Gama
- João Pedro
- Tshering Dorji
- Kouch Sokumpheak
- Reung Bunheing
- Sath Rosib
- Sieng Chanthea